# Polyalthia sumatrana
Polyalthia sumatrana là loài thực vật có hoa thuộc họ Na. Loài này được (Miq.) Kurz miêu tả khoa học đầu tiên năm 1874.